# Bastida (Lugo)
Bastida (llamada oficialmente San Miguel da Bastida) es una parroquia y una aldea española del municipio de Fonsagrada, en la provincia de Lugo, Galicia.

## Otras denominaciones
La parroquia también es conocida por el nombre de San Miguel de Bastida.

## Organización territorial
La parroquia está formada por seis entidades de población:
- Bastida (A Bastida)
- Brañela
- Lidín
- Pereira
- Queixoiro
- Xestoso (Xestoso de Riba)

## Demografía

### Parroquia
| Gráfica de evolución demográfica de Bastida (parroquia) entre 2000 y 2019 |
|                                                                           |
| Datos según el nomenclátor publicado por el INE.                          |

### Aldea
| Gráfica de evolución demográfica de Bastida (aldea) entre 2000 y 2019 |
|                                                                       |
| Datos según el nomenclátor publicado por el INE.                      |